# 山中寛 (アナウンサー)
山中 寛（やまなか ゆたか、1977年6月22日 - ）は、東京都出身の競馬実況アナウンサー。

## 経歴
慶應義塾大学卒業。レースアナウンサー養成講座10期生。
2000年、耳目社に入社。南関東4場・金沢競馬場のレース実況を担当。他には新潟県競馬・岩手競馬・益田競馬場でも実況経験があり、2005年からは東京シティ競馬中継（東京MXテレビ→TOKYO MX）の実況を担当。2010年からはメイン司会となり、2011年まで務めた。

## 出演番組
- 東京シティ競馬中継（東京MXテレビ→TOKYO MX）

## 競馬GI・JpnI実況歴
- 川崎記念（2006年、2009年、2013年、2014年、2016年〜2017年）
- 羽田盃（2024年）
- かしわ記念（2006年、2010年～2012年、2014年、2016年、2018年〜2019年、2021年〜2024年）
- 東京ダービー（2024年）
- 帝王賞（2005年、2010年〜2011年、2014年～2016年、2018年、2020年、2023年）
- ジャパンダートクラシック（2012年〜2013年、2015年、2017年、2019年、2024年）
- JBCレディスクラシック（2011年、2013年）
- JBCスプリント（2003年、2004年、2006年[3]、2011年〜2012年、2015年、2017年、2019年）
- JBCクラシック（2007年、2010年〜2011年、2013年、2016年、2020年、2023年）
- 全日本2歳優駿（2006年～2008年、2014年〜2015年、2017年～2020年）
- 東京大賞典（2009年、2011年〜2012年、2014年、2016年〜）